# Гадзо-Веронезе
Га́дзо-Вероне́зе, Гаццо-Веронезе (итал. Gazzo Veronese) — коммуна в Италии, располагается в провинции Верона области Венеция.
Население составляет 5490 человек, плотность населения составляет 98 чел./км². Занимает площадь 56,77 км². Почтовый индекс — 37060. Телефонный код — 0442.
Покровителем коммуны почитается святой Таркисий, празднование в первое воскресение мая, а также 5 августа.

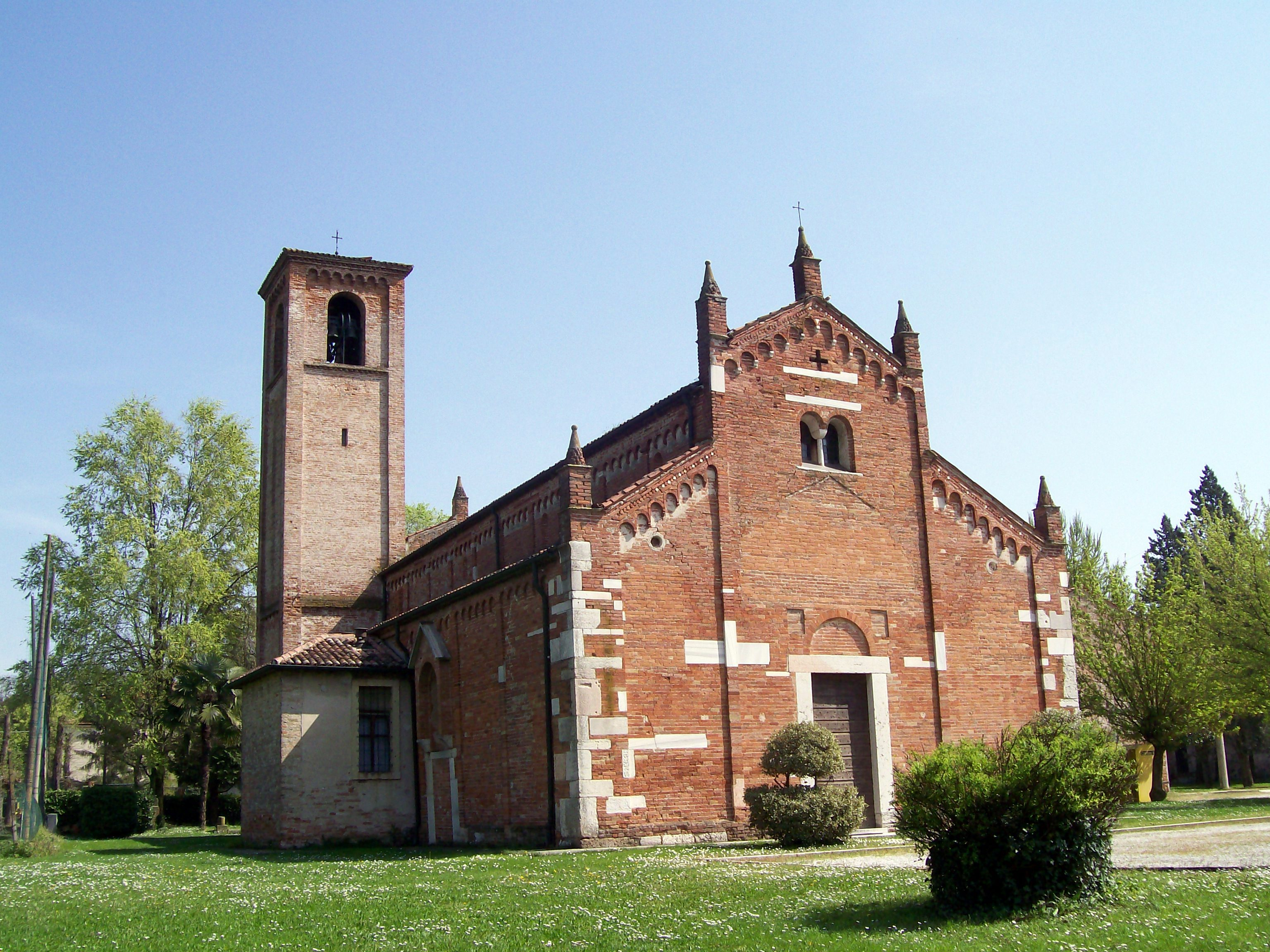
Chiesa parrocchiale di S. Maria Maggiore in Gazzo.
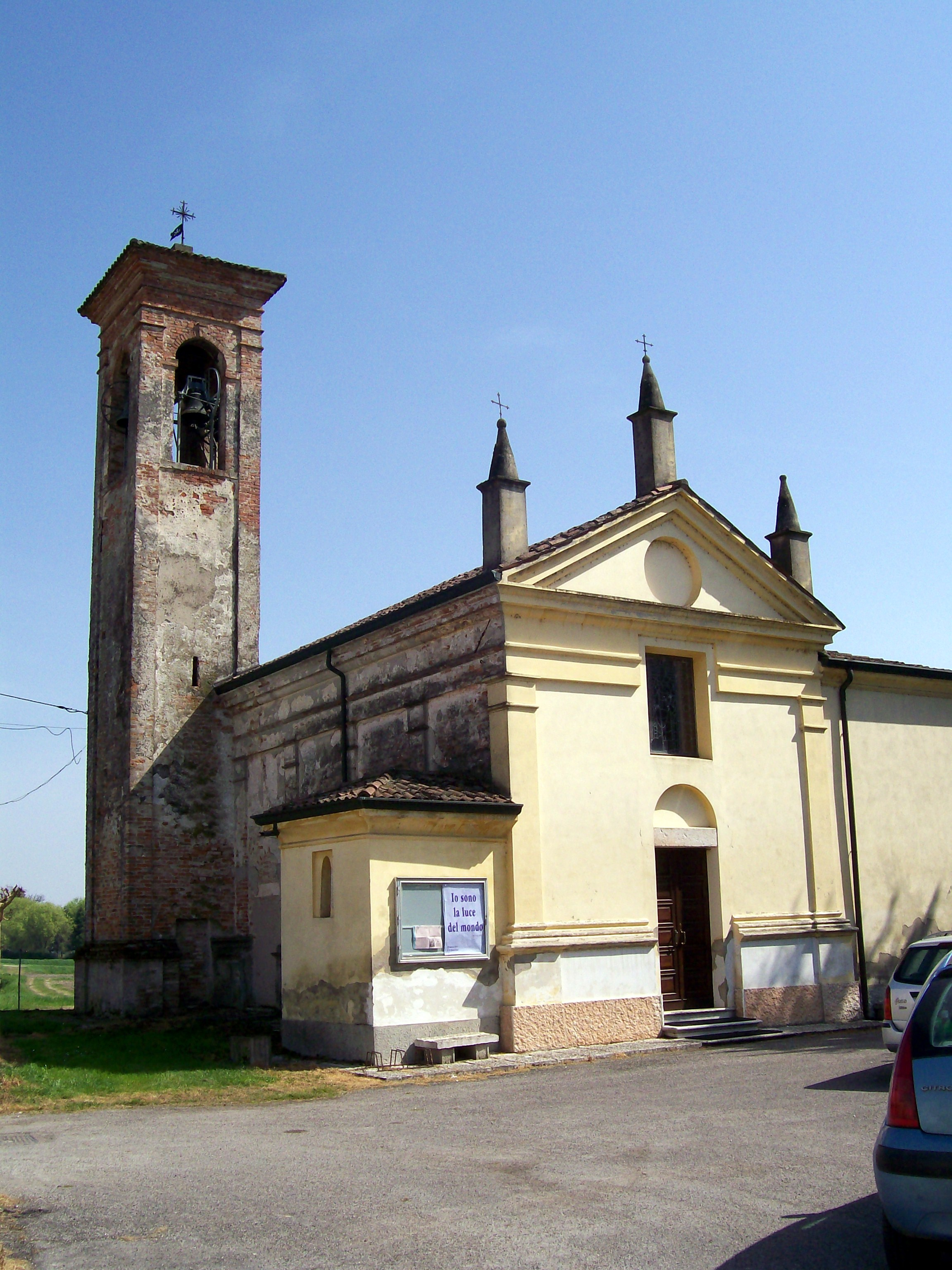
Chiesa parrocchiale di Pradelle.
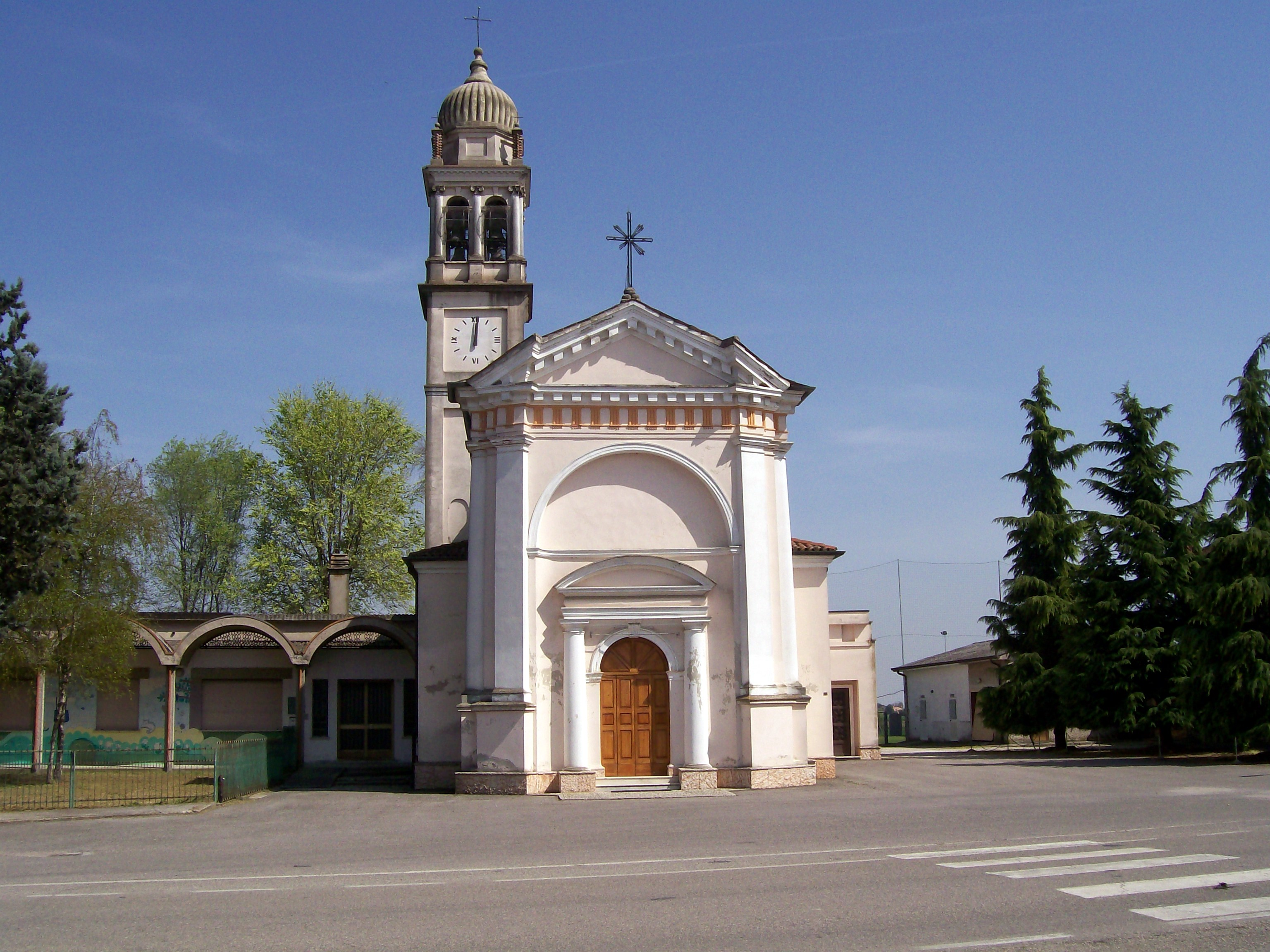
Chiesa parrocchiale di San Pietro in Valle.
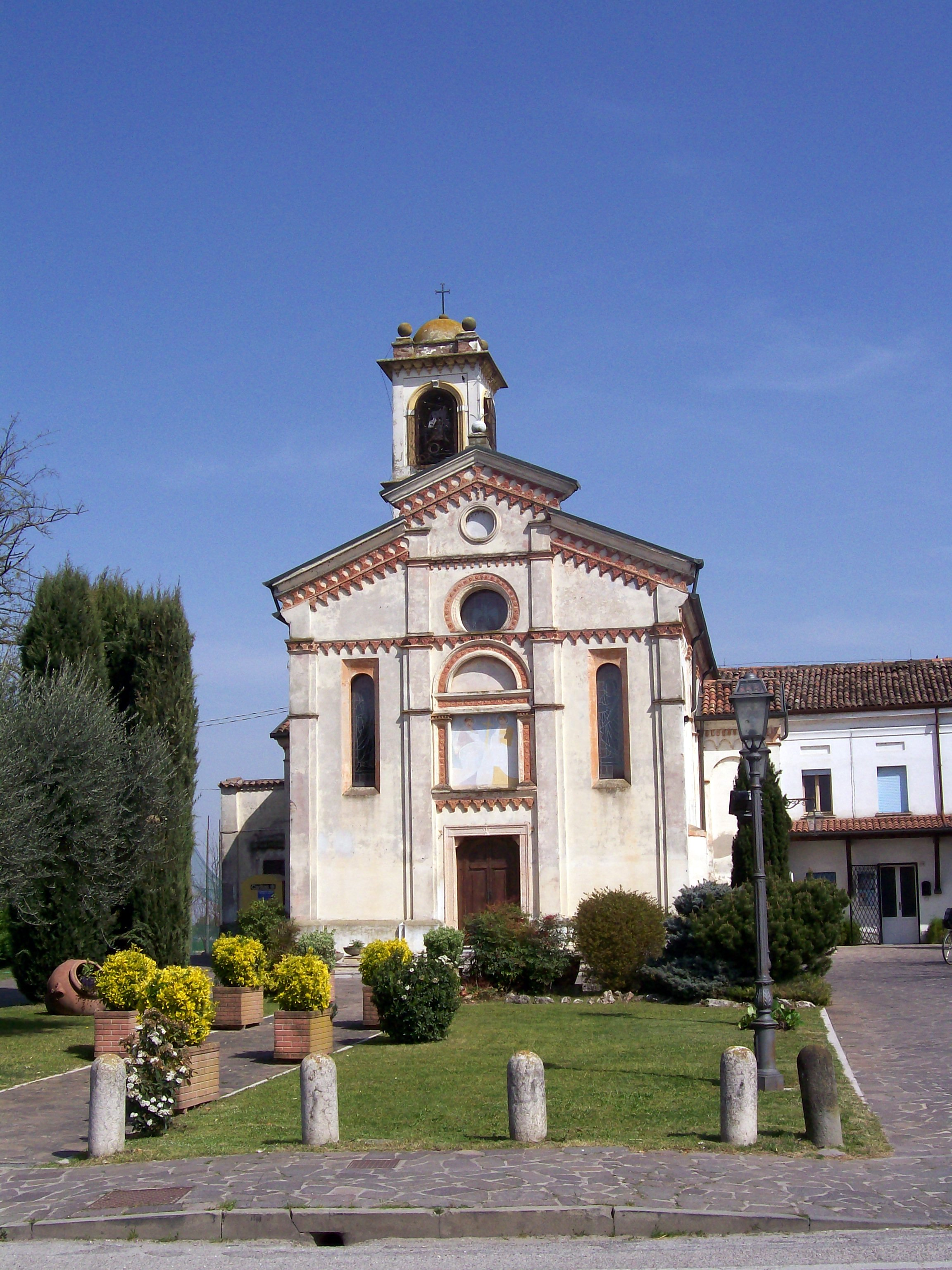
Chiesa parrocchiale di Roncanova.
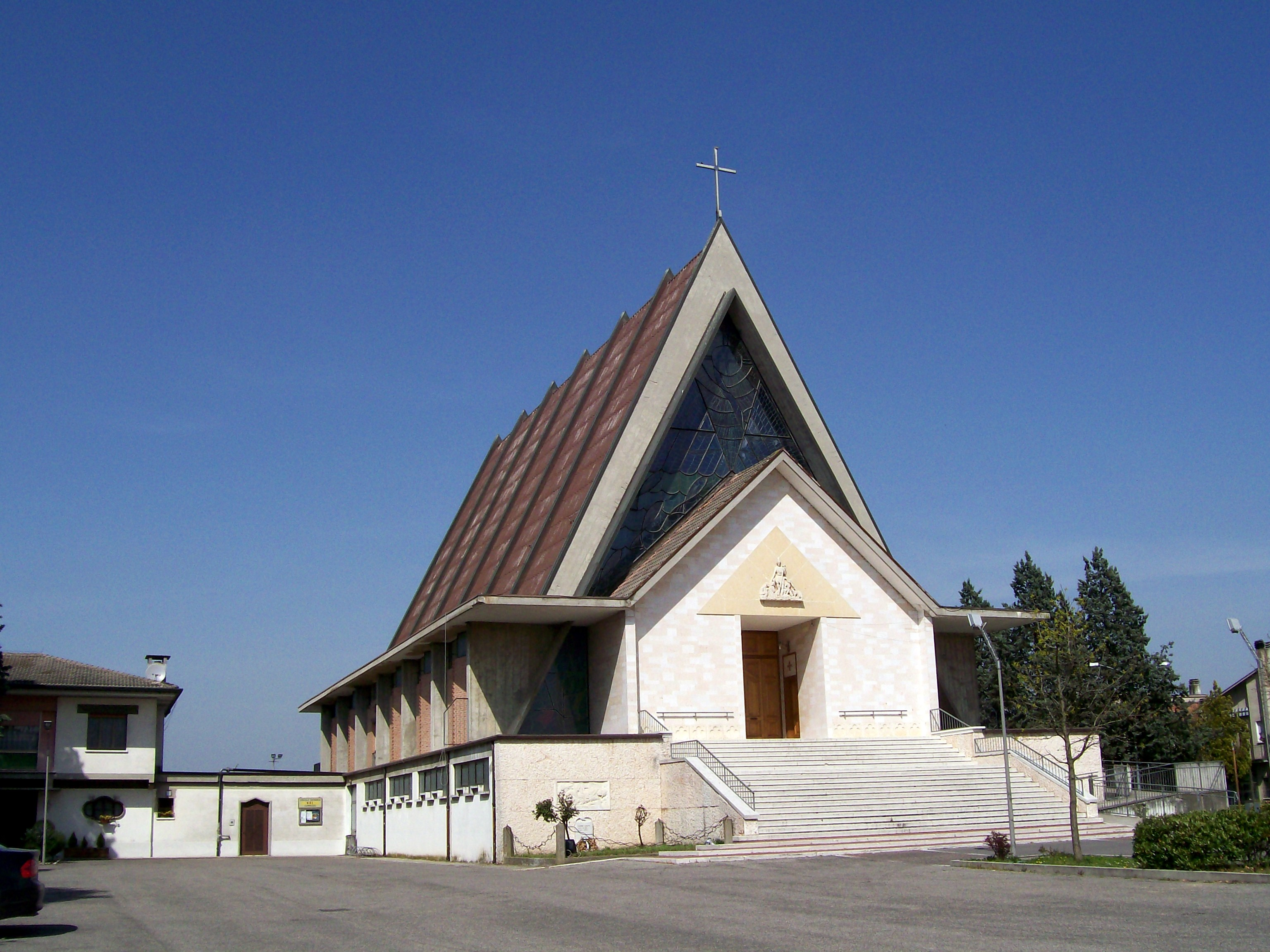
Chiesa parrocchiale di Correzzo.
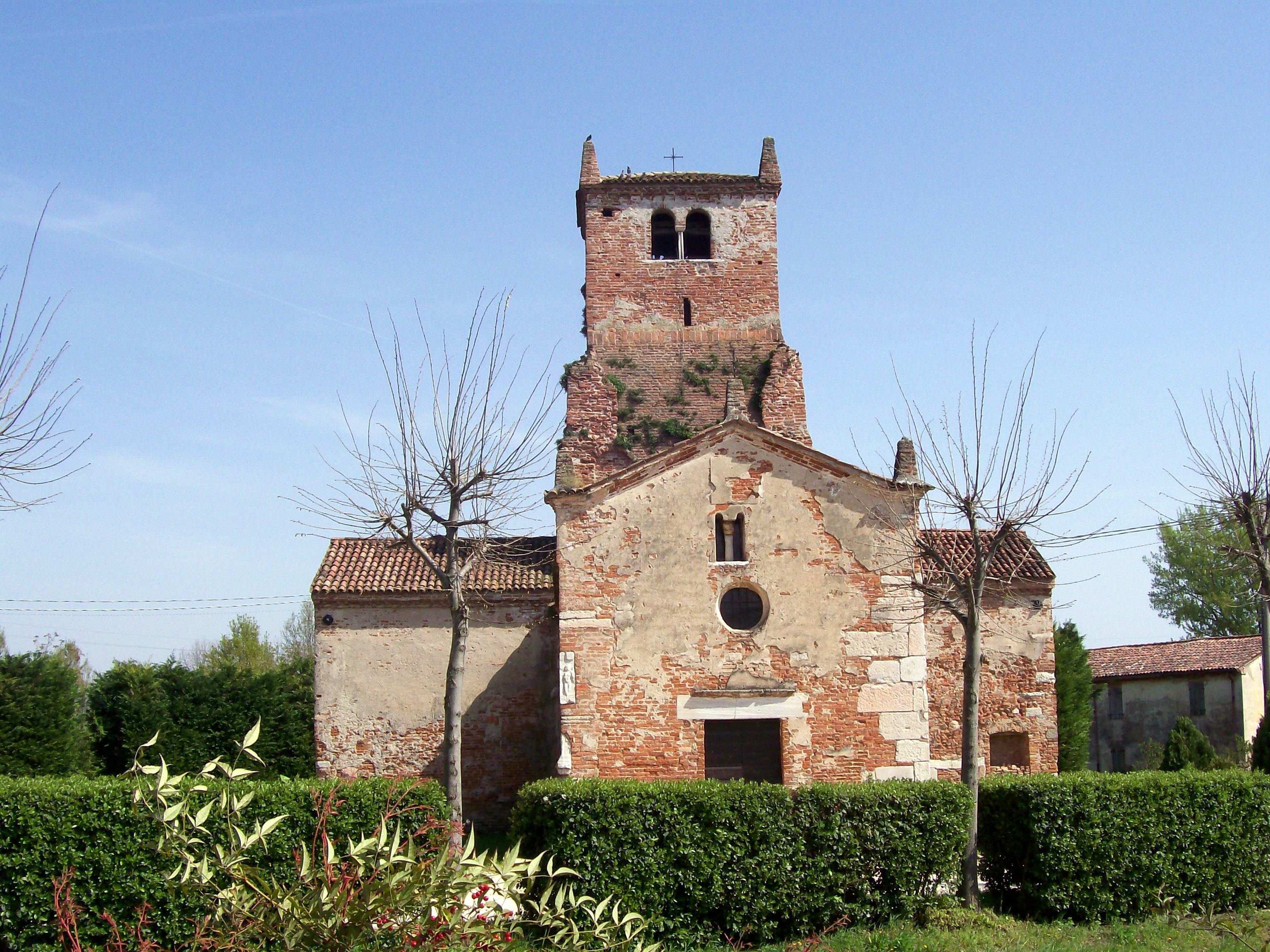
Il “Ceson” - Chiesa di S. Pietro in Monastero.